# Primeiro milénio a.C.

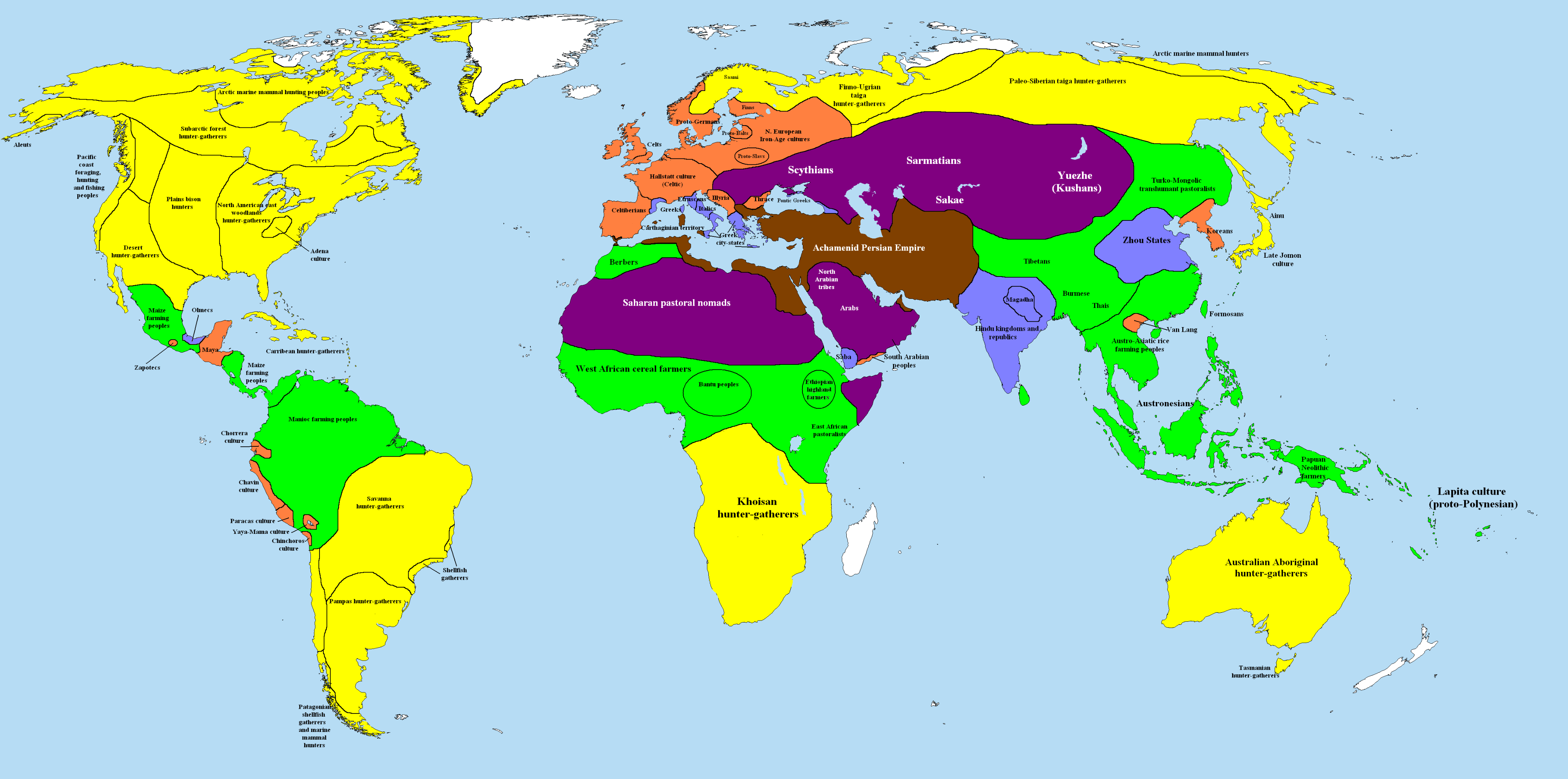
Mapa geral do mundo em meados do primeiro milênio a.C., codificado por cores por estágio cultural:
Caçadores-coletores Paleolíticos ou Mesolíticos
Pastores nômades
sociedades agricultoras simples
sociedades agricultoras complexas/chefaturas
estados-nações (cidades-estados e reinos)
impérios
desabitado

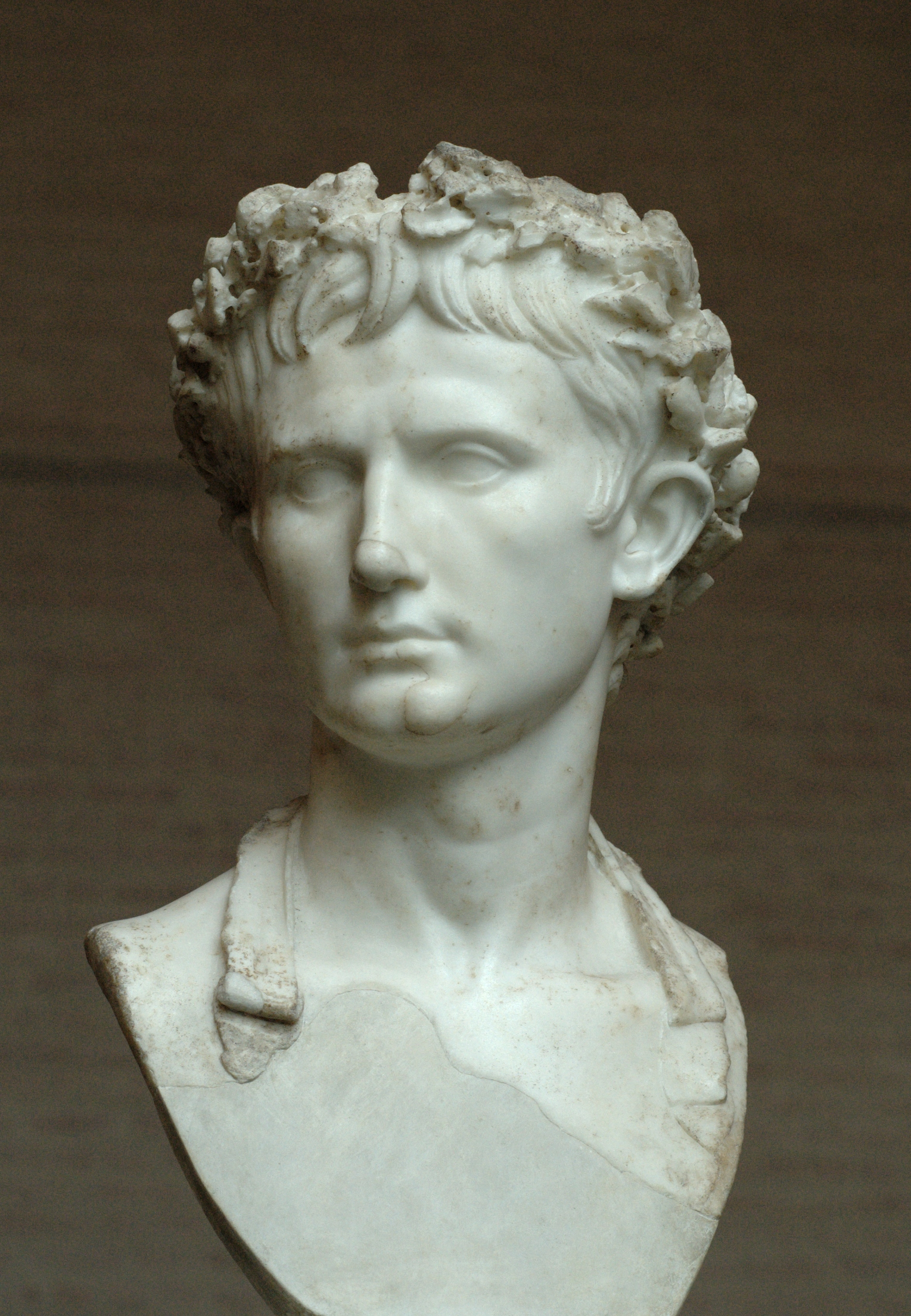
Busto de Augusto com a coroa cívica, na Gliptoteca de Munique

O primeiro milénio a.C. começou a 1 de janeiro de 1000 a.C., e terminou a 31 de dezembro do ano 1 a.C.. É o auge das civilizações clássicas da Grécia Antiga e Roma Antiga, sendo uma época de grandes invenções. A população mundial chega a cerca de 300 milhões de habitantes até o fim deste milênio.

## Visão global
O Império Neoassírio domina o Oriente Próximo nos primeiros séculos do milênio, suplantado pelo Império Aquemênida no século VI a.C.. O Egito Antigo está em declínio e cai para os Aquemênidas em 525 a.C..
Na Grécia, a Antiguidade Clássica começa com a colonização da Magna Grécia; e atinge o auge com a conquista dos Aquemênidas e o subsequente florescimento da civilização helenística (séculos IV a II a.C.).
A República Romana suplantou os etruscos; e depois os cartagineses (séculos V a III a.C.). O fim do milênio vê a ascensão do Império Romano. Os celtas dominam a Europa Central, enquanto a Europa do Norte está na Idade do Ferro pré-romana. Na África Oriental, surgem o Império Núbio e o Império de Axum.
No sul da Ásia, a civilização védica se mistura com o Império Máuria. Os citas dominam a Ásia Central. Na China, o período das Primaveras e Outonos testemunha o surgimento do confucionismo. No final do milênio, a Dinastia Han estende o poder chinês para a Ásia Central, onde faz fronteira com os Estados indo-gregos e iranianos. O Japão está no período Yayoi. A civilização maia surge na Mesoamérica.
O primeiro milênio a.C. é o período de formação das religiões clássicas do mundo, com o desenvolvimento do judaísmo e do zoroastrismo no Oriente Próximo; e da religião védica, do jainismo e do budismo na Índia. A literatura antiga se desenvolve em grego antigo (e posteriormente grego koiné), latim, hebraico, sânscrito, tâmil e chinês antigo. O termo Idade Axial, cunhado por Karl Jaspers, pretende expressar a importância crucial do período de c. século VIII a.C. a II a.C. na história mundial.
A população mundial mais do que dobrou ao longo do milênio, de cerca de 50-100 milhões para 170-300 milhões. Cerca de 90% da população mundial no final do primeiro milênio a.C. vivia nas civilizações da Idade do Ferro do Velho Mundo (Império Romano, Império Parta, reinos Greco-Indo-Cita e Hindu, China Han). A população das Américas era inferior a 20 milhões, concentrada na Mesoamérica (cultura epi-olmeca); o da África Subsaariana provavelmente estava abaixo de 10 milhões. A população da Oceania era provavelmente inferior a um milhão de pessoas.

## Eventos
- Construções de aquedutos.
- Estabelecimento do primeiro jardim zoológico.
- Aperfeiçoamento do relógio solar.

### Século X a.C.
- 1000 a.C.:
  - Provável fundação histórica de Roma por tribos Latinas e Umbro-Sabélicas, início do Período Monárquico.
  - Começa a Diáspora grega para a Ásia Menor.

### Século IX a.C.
- 890 a.C. - Fundação de Esparta como uma pólis grega.
- 872 a.C. - Nilo inunda o Templo de Luxor.
- 836 a.C. - Guerra Civil no Egito.
- 814 a.C. - Fundação de Cartago.

### Século VIII a.C.
- 800 a.C. - Período Arcaico Grego.
- 776 a.C. - Primeiro Festival de atletismo helênico, em Olímpia.
- 771 a.C. - Período das Primaveras e Outonos, na China.
- 753 a.C. - Fundação Lendária de Roma.
- 733 a.C. - Corinto funda a colônia grega de Siracusa na Sicília, no sul da Itália.
- 727 a.C. - Reino de Cuxe invade o Egito.
- 727 a.C. - Babilônia se separa da Assíria.
- 722 a.C. - Sargão II toma Samaria; Cativeiro assírio dos israelitas.

### Século VII a.C.
- 700 a.C. - Principais pólis gregas: Atenas, Esparta, Tebas, Corinto, Olímpia, Mégara, Argos e Mileto.
- 662 a.C. - Invasão Assíria do Egito.
- 657 a.C. - Cípselo toma posse na pólis de Corinto, inicio da Tirania na Grécia.
- 631 a.C. - Morte de Assurbanipal.
- 616 a.C. - Subida ao trono de Tarquínio Prisco, primeiro rei etrusco de Roma.

### Século VI a.C.
- 594-560 a.C. - Importantes reformas nas estruturas sociais, política e econômica na pólis de Atenas.
- 592 a.C. - Faraó Psamético II faz um cerco à Napata.
- 582 a.C. - Nasce Pitágoras, grande matemático e filósofo grego, o pai da matemática.
- 510 a.C. - Democracia Grega, início do período clássico na Grécia.
- 509 a.C. - Data provável para a instituição da República em Roma.

### Século V a.C.

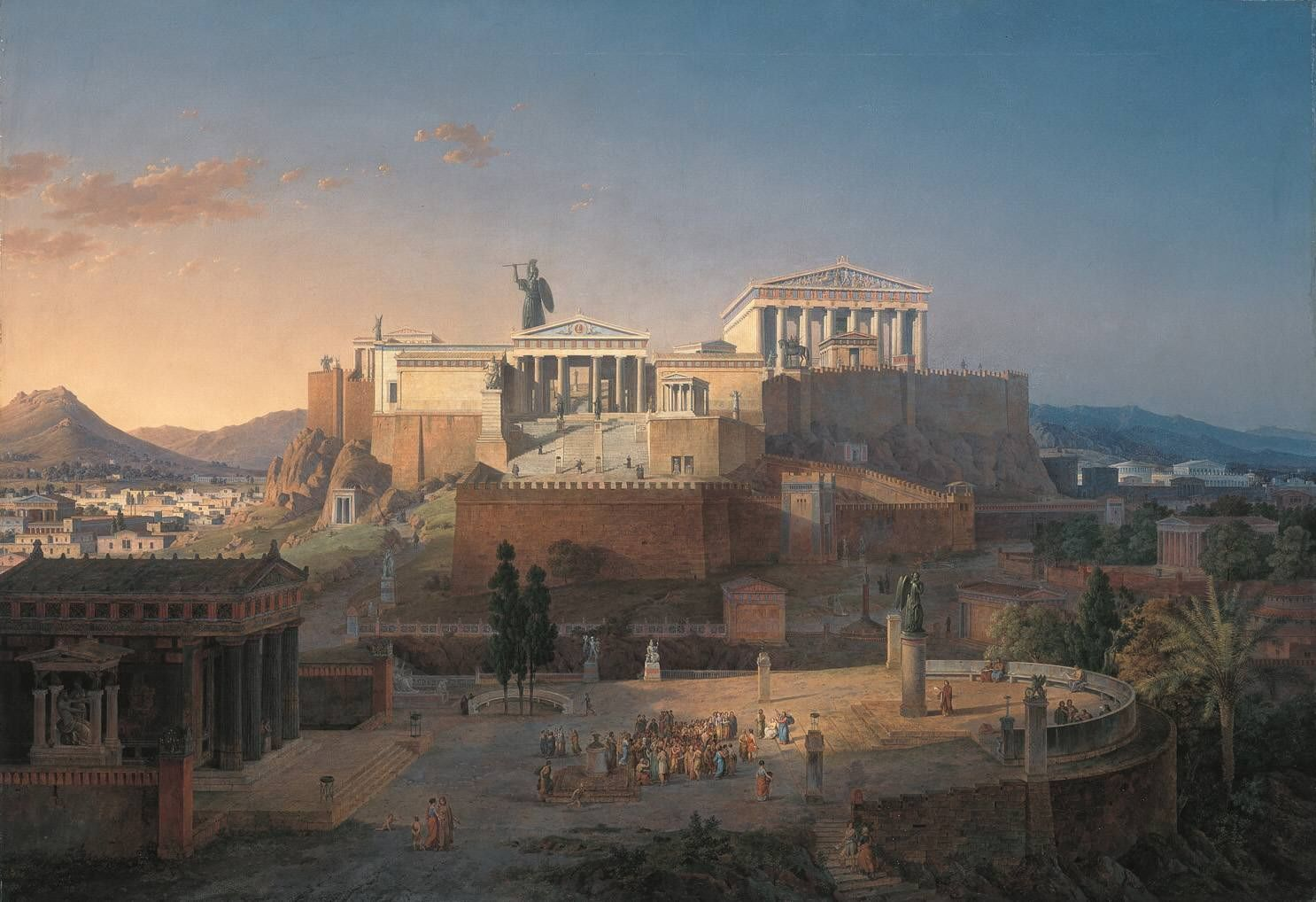
A Acrópole de Atenas imaginada em uma pintura de Leo von Klenze, 1846.

- 500-476 a.C. - Guerras Médicas entre as Pólis Gregas e o Império Aquemênida.
- 498-440 a.C. - Guerras Latinas.
- 479 a.C. - Morte de Confúcio.
- 477 a.C. - Grécia: Fundação da Liga de Delos, sob a liderança de Atenas.
- 476 a.C. - Período dos Reinos Combatentes, na China.
- 470 a.C. - Nasce Sócrates, fundador da filosofia humanista.
- 431-404 a.C. - Guerra do Peloponeso.
- Oriente Próximo: Judaísmo do Segundo Templo, redação da Bíblia Hebraica.

### Século IV a.C.
- 395 a.C. - Guerra de Corinto.
- 387 a.C. - Roma foi saqueada pelos Gauleses.
- 384-322 a.C. - Aristóteles, considerado um dos maiores filósofos da história, fundador do Liceu de Atenas. Escreveu obras sobre lógica, física, metafísica, política, retórica, poética, ética, biologia e zoologia.
- 356 a.C. - Filipe II torna-se rei da Macedônia e começa a expandir seu território.
- 343 a.C. - O Egito é conquistado pelos Aquemênidas.
- 338 a.C. - Período Helenístico.
- 332 a.C.- O Egito é conquistado por Alexandre Magno.
- 331 a.C. - Fundação de Alexandria no norte do Egito por Alexandre, o Grande.
- 323 a.C. - Alexandre morre; formam-se Reinos Helenísticos.
- 322 a.C. - Império Máuria é fundado na Índia.
- 305 a.C. - Início da dinastia Ptolomaica na qual Cleópatra pertence.

### Século III a.C.
- 290 a.C. - Fundação da Biblioteca de Alexandria, com mais de 100 mil rolos de papiro.
- 280-275 a.C. - Primeira Guerra Macedônica.
- 264-241 a.C. - Primeira Guerra Púnica.
- 261 a.C. - Guerra de Kalinga, na Índia.
- 221 a.C. - Qin Shihuang unifica a China.
- 218-202 a.C. - Segunda Guerra Púnica.
- 218 a.C. - Conquista romana da Itália.
- 206 a.C. - Dinastia Han, na China.

### Século II a.C.
- 200-196 a.C. - Segunda Guerra Macedônica.
- 185 a.C. - Queda do Império Máuria.
- 172-167 a.C. - Terceira guerra Macedônica.
- 149-146 a.C. - Terceira Guerra Púnica.
- 148 a.C. - Quarta Guerra Macedônica.
- 146 a.C. - Os Romanos conquistam a Grécia.
- 133 a.C. - Os Romanos tomam a cidade ibérica de Numância.

### Século I a.C.
- 73 a.C. - Revolta de escravos, sob o comando de Espártaco.
- 60 - 53 a.C. - Primeiro Triunvirato: Júlio César, Pompeu o Grande e Marco Licínio Crasso.
- 50 a.C. - Roma é a primeira metrópole da história a atingir a marca de 1 milhão de habitantes.
- 44 a.C. - Júlio César é declarado ditador pelo senado romano e é assassinado.
- 43 - 33 a.C. - Segundo Triunvirato: Otaviano, Marco Antônio e Lépido.
- 31 a.C. - Otávio Augusto, aliado de Júlio César, toma o poder e inaugura o Império Romano.
- 4 - 1 a.C. - Segundo a maioria dos historiadores, ocorreu entre estes anos o Nascimento de Jesus Cristo.[1]

1. ↑  «Quando nasceu Jesus? Pesquisadores estimam que Ele de fato nasceu em dezembro». Gazeta do Povo. 24 de dezembro de 2021. Consultado em 24 de dezembro de 2021